# Greg Hardy
Greg Hardy (Millington, Tennessee, Estados Unidos, 28 de julio de 1988) es un artista marcial mixto y exjugador profesional de fútbol americano de la National Football League estadounidense que jugó en el equipo Dallas Cowboys, en la posición de Defensive end con el número 76. Actualmente compite en la Ultimate Fighting Championship en la categoría de peso pesado.

## Carrera deportiva
Greg Hardy estudió en la Universidad de Misisipi, donde jugó cuatro años los Ole Miss Rebels en fútbol americano y un año en baloncesto.
Los Carolina Panthers de la National Football League seleccionaron a Hardy en la sexta ronda del Draft de 2010. Como novato jugó 15 partidos como suplente. Luego jugó 15 partidos como titular en 2011, 10 en 2012 y 13 en 2013. En esta última temporada fue seleccionado al Pro Bowl y fue nombrado en el segundo equipo del All-Pro de Associated Press.
En mayo de 2014, Hardy fue arrestado por presuntamente acosar una exnovia y amenzarla con matarla. En julio el juez lo declaró culpable y lo sentenció a 18 meses de libertad condicional. El jugador apeló el caso pidiendo un jurado; la exnovia no fue como testigo, y el fiscal le retiró los cargos. Hardy jugó el primer partido de la temporada 2014 como titular, pero luego el equipo lo suspendió y no jugó ningún otro partido.
Para la temporada 2015, los Dallas Cowboys contrataron a Hardy por un año. La NFL lo suspendió por diez partidos, pero el jugador reclamó y le redujeron la sanción a cuatro partidos. Disputó 12 partidos como titular, pero tuvo una mala relación con el entrenador y quedó fuera de la NFL.
En octubre de 2016, Hardy anunció que comentaría a competir en artes marciales mixtas. Luego de tres victorias como amateur, pasó al profesionalismo en 2018 y logró dos victorias en la Dana White's Contender Series. En 2019 debutó en Ultimate Fighting Championship, donde ha logrado cuatro victorias, dos derrotas y una pelea anulada.

## Estadísticas generales
| Tackles | Fumbles forzados | Sacks |
| 31      | 1                | 5.5   |

## Récord en artes marciales mixtas
| Resultado     | Récord  | Oponente         | Método                             | Evento                                         | Fecha                    | Ronda | Tiempo | Localización          | Notas |
| ------------- | ------- | ---------------- | ---------------------------------- | ---------------------------------------------- | ------------------------ | ----- | ------ | --------------------- | --- |
| Derrota       | 7–5 (1) | Sergey Spivak    | TKO (golpes)                       | UFC 272                                        | 5 de marzo de 2022       | 1     | 2:16   | Paradise, Nevada      | |
| Derrota       | 7–4 (1) | Tai Tuivasa      | KO (golpes)                        | UFC 264                                        | 10 de julio de 2021      | 1     | 1:07   | Paradise, Nevada      | |
| Derrota       | 7–3 (1) | Marcin Tybura    | TKO (golpes)                       | UFC Fight Night: Thompson vs. Neal             | 19 de diciembre de 2020  | 2     | 4:31   | Las Vegas, Nevada     | |
| Victoria      | 7–2 (1) | Maurice Greene   | TKO (golpes)                       | UFC Fight Night: Hall vs. Silva                | 31 de octubre de 2020    | 2     | 1:12   | Las Vegas, Nevada     | |
| Victoria      | 6–2 (1) | Yorgan de Castro | Decisión (unánime)                 | UFC 249                                        | 9 de mayo de 2020        | 3     | 5:00   | Jacksonville, Florida | |
| Derrota       | 5–2 (1) | Alexander Volkov | Decisión (unánime)                 | UFC Fight Night: Magomedsharipov vs. Kattar    | 9 de noviembre de 2019   | 3     | 5:00   | Moscú                 | |
| Sin resultado | 5–1 (1) | Ben Sosoli       | Sin resultado                      | UFC on ESPN: Reyes vs. Weidman                 | 18 de octubre de 2019    | 3     | 5:00   | Boston, Massachusetts | Originalmente victoria para Hardy, pero más tarde cambiada a sin resultado por el uso ilegal de un inhalador en la segunda ronda. |
| Victoria      | 5–1     | Juan Adams       | TKO (golpes)                       | UFC on ESPN: dos Anjos vs. Edwards             | 20 de julio de 2019      | 1     | 0:45   | San Antonio, Texas    | |
| Victoria      | 4–1     | Dmitry Smolyakov | TKO (golpes)                       | UFC Fight Night: Jacaré vs. Hermansson         | 27 de abril de 2019      | 1     | 2:15   | Sunrise, Florida      | |
| Derrota       | 3–1     | Allen Crowder    | Descalificación (rodillazo ilegal) | UFC Fight Night: Cejudo vs. Dillashaw          | 19 de enero de 2019      | 2     | 2:28   | Brooklyn, Nueva York  | |
| Victoria      | 3–0     | Rasheem Jones    | KO (golpes)                        | Xtreme Fight Night 352                         | 29 de septiembre de 2018 | 1     | 0:53   | Tulsa, Oklahoma       | |
| Victoria      | 2–0     | Tebaris Gordon   | TKO (golpes)                       | Dana White's Tuesday Night Contender Series 16 | 7 de agosto de 2018      | 1     | 0:17   | Las Vegas, Nevada     | |
| Victoria      | 1–0     | Austen Lane      | KO (golpes)                        | Dana White's Tuesday Night Contender Series 9  | 12 de junio de 2018      | 1     | 0:57   | Las Vegas, Nevada     | |